# Olof Sandberg (kyrkoherde)
Olof Sandberg, född 10 december 1735 i Nederkalix socken, död 12 mars 1805 i Övertorneå socken, var en svensk präst.

## Biografi
Sandberg, som var bondson, blev i oktober 1754 student vid Uppsala universitet. Efter kallelse av bruksägaren Abraham Steinholtz avlade han prästexamen i Härnösand 1761 och prästvigdes i Stockholm samma år till predikant och skolmästare vid Kengis bruk i Tornedalen. I april 1775 fick han fullmakt som pastor i Jukkasjärvi församling men utnämndes 1787 till kyrkoherde i Övertorneå församling, där han tillträdde 1788. Han blev den odelade församlingens sista kyrkoherde; först 1812 tillträdde Johan Wijkström som kyrkoherde i det mindre pastorat som tillkom väster om Torneälven efter 1808–1809 års krig.
Fastän född och uppvuxen i helt svenskspråkig bygd kom Sandberg att tjänstgöra i finskspråkig miljö. Han lärde sig finska så väl att han översatte och 1770 utgav en skrift av Johann Philipp Fresenius, Doct. Joh. Phil. Freseniuxen Omantunnon kysymyxet, ensimmäinen ja toinen pari: nijn myös caxi muuta piendä tracktatia eli tutkindoa, joista se edellinen on dantzista ja spelistä jälkimmäinen sisälläns pitä lähetyskirjan yhden surullisen. Därutöver var han sysselsatt med finska översättningar av Olof Rönigk och August Hermann Francke, vilka dock ej kom ut i tryck.
Sandberg gifte sig första gången 1770 med Sofia Læstadius, som var dotter till kyrkoherden Johan Læstadius i Arjeplog, och efter hennes död med Brita Helena Elfving, vilken var änka efter prosten Eric Castrén i Kemi och dotter till kaplanen Jacob Elfving i Uleåborg. I första äktenskapet föddes döttrarna Anna Catharina Sandberg som var gift med rektor Lorentz Gadd i Piteå, Sara Maria Sandberg som gifte sig med provinsialläkaren Henric Deutsch i Torneå och Sofia Johanna Sandberg, vilken var gift med löjtnanten och bruksägaren Magnus Fredrik Clementeoff och avled 1861 på egendomen Björkfors i Nederkalix socken.